# Cyrtophora jabalpurensis
Espèce
Cyrtophora jabalpurensis est une espèce d'araignées aranéomorphes de la famille des Araneidae.

## Distribution
Cette espèce est endémique du Madhya Pradesh en Inde,.

## Description
La femelle holotype mesure 10,60 mm.

## Étymologie
Son nom d'espèce, composé de jabalpur et du suffixe latin -ensis, « qui vit dans, qui habite », lui a été donné en référence au lieu de sa découverte, le district de Jabalpur.

## Publication originale
- Gajbe & Gajbe, 1999 : A new Cyrtophora spider (Araneae: Araneidae) from Jabalpur, Madhya Pradesh, India. Records of the Zoological Survey of India, vol. 97, no 4, p. 29-31.